# Důvod
Důvod je okolnost, která vede k vědomému jednání člověka. Důvod časově předchází změně věcného stavu nebo jeho zachování oproti předpokládané změně.
O důvodech, tedy jako o úmyslech či záměrech v protikladu k neintencionálním účelům, lze uvažovat i v případě chování a jednání jiných živých organismů než lidí.

## Důvod a příčina
V běžném jazyce často význam slov důvod a příčina chybně splývá, i když se jedná o dva různé pojmy:
- příčina je jev, který nutně vyvolává jev jiný, tj. nezávisle na lidské vůli; (jestliže nastane jev A v čase t1, pak nastane jev B v čase t2)[3]
- důvod (též důvod motivační) je pak takový jev, který vede k vědomé činnosti člověka, tj. že člověk jedná nebo nejedná či může/nemůže nějak jednat[1]

V jazyce je často jednoznačně vyloučeno užití jednoho z těchto dvou výrazů; někdy může být rozlišeno, zda se jedná o důvod nebo o příčinu, např.:
- Pád ze skály byl příčinou (nikoliv důvodem) její smrti.
- Mám důvod (nikoliv příčinu) se s ním rozejít.
- Ředitel souhlasil s důvodem/příčinou žákovy nepřítomnosti.
- Příčinou bankéřovy smrti byla střelná rána.
- Důvodem (též účelem) bankéřovy smrti bylo vrahovo obohacení.

## Individuální důvody u lidí
Individuální důvody pro změnu v lidském chování či jednání samozřejmě bývají u různých lidí různé. V praxi může být takovým důvodem třeba myšlenka, biologický instinkt, praktická osobní zkušenost, individuální znalost, subjektivní dojem, individuální vjem, nějaká objektivní událost nebo cizí čin apod. Důvodem může být nějaký dlouhodobější i děj, jev, proces či stav pocházející z okolního prostředí atd.

## Kombinace jednotlivých důvodů
Důvody změn v lidském chování a jednání také velmi často působí ve vzájemných kombinacích takže je někdy velmi obtížné určit jejich přesný původ. Souhrn důvodů působících ve vzájemných kombinacích pak označujeme obecným
pojmem zdůvodnění nebo odůvodnění (např. odůvodnění usnesení vlády).

## Společenská praxe a skupinová zdůvodnění
Ve společenské praxi se různá zdůvodnění a odůvodnění objevují ve všech fázích rozhodování a řízení společnosti. Pro písemné zdůvodňování společenských změn se běžně používají písemně zpracované důvodové zprávy. V těchto případech se obvykle jedná o určitý agregát individuálních důvodů pocházející od větší skupiny lidí.